# Great Moss Swamp

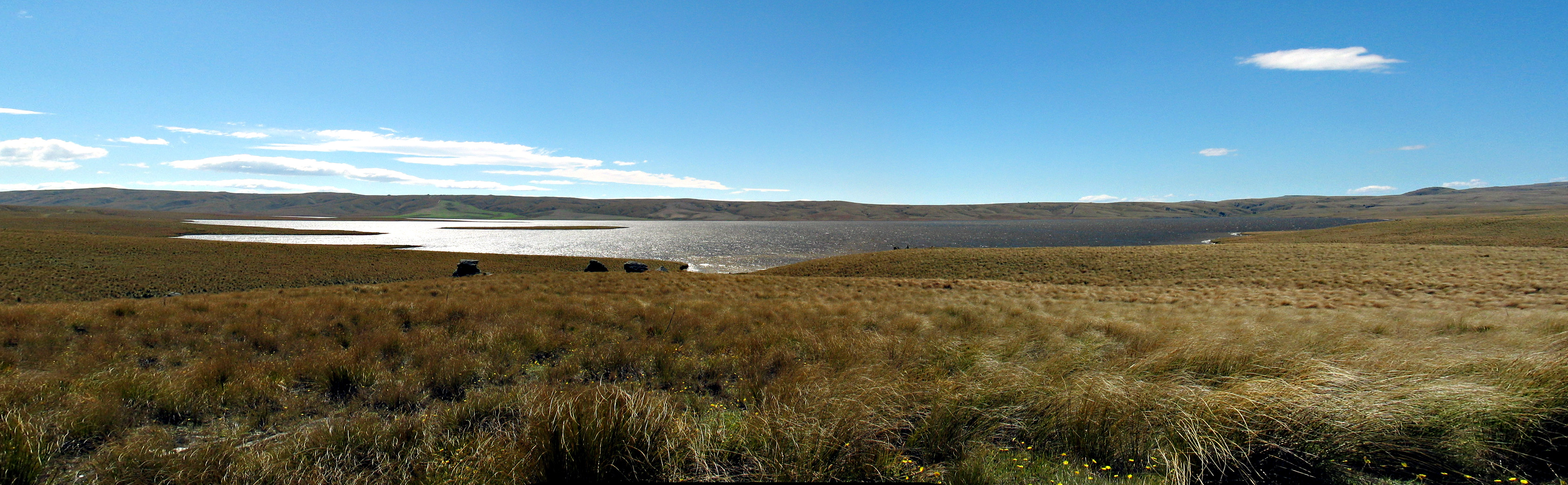
Great Moss Swamp

Der Great Moss Swamp (wörtlich: Großer Moos-Sumpf) ist ein Feuchtgebiet in der Region Otago auf der Südinsel von Neuseeland.

## Geographie
Das Feuchtgebiet liegt in der Maniototo Plain nahe der alten Goldgräberroute Dunstan Trail, 85 km nordwestlich von Dunedin. Nächstgelegene Orte sind die Siedlung Paerau etwa 15 km nördlich und Middlemarch etwa 20 km östlich, zu denen jedoch keine direkte Straßenverbindung besteht.
Ein großer Teil des Feuchtgebietes wurde dem Stausee Loganburn Reservoir geopfert, der rund 500 Hektar des sumpfigen Landes verschlang.